# ジュピターコーヒー
ジュピターコーヒー株式会社は、東京都文京区本駒込に本社を置く企業。
コーヒーや輸入食材を扱う小売店「JUPITER」（ジュピター）を経営する。

## 概要
1971年（昭和46年）5月創業、1979年（昭和54年）8月会社設立。
自家焙煎のコーヒー豆およびコーヒー関連商品や輸入食材、製菓材、酒類などを扱う「JUPITER」を、主に駅ビルや地下街、ショッピングモールなどを中心に出店し、2016年12月現在、31都道府県で合計64店舗を経営する。
オリジナル商品の主力であるJUPITERオリジナル自家焙煎のコーヒー豆は、香りが豊かなアラビカ種100%をセールスポイントとしており、各店舗ではカルディコーヒーファームなどと同様、買い物客に試飲用のコーヒーが配られるコーヒーサービスも行なわれる。
また、社名にコーヒーとついているが、コーヒー以外にも、輸入食材や菓子類の材料にも力を入れている。